# Nikołaj Kozicki
Nikołaj Grigorjewicz Kozicki (ros. Николай Григорьевич Козицкий, ur. 1 lutego 1880 we wsi Scibory w guberni podolskiej, zm. 30 października 1920 we wsi Kamienka w guberni kijowskiej) – rewolucjonista, uczestnik wojny domowej w Rosji 1917-1920.

## Życiorys
W 1902 aresztowany i zwolniony, później kilkakrotnie aresztowany, 1906 skazany na zesłanie do obwodu jakuckiego, 1907 zbiegł za granicę. Po powrocie do Rosji w 1909 wstąpił do SDPRR, 1910-1912 studiował na Wydziale Medycznym Uniwersytetu Świętego Włodzimierza w Kijowie, z którego został wydalony, później pracował w kasie chorych w Petersburgu. 5 czerwca 1915 aresztowany, skazany na zesłanie do guberni irkuckiej, 16 marca 1917 amnestionowany, 1917 członek komitetu fabrycznego fabryki w Piotrogrodzie, od kwietnia do grudnia 1917 członek rady rejonowej w Piotrogrodzie. Od grudnia 1917 kierował Wydziałem Finansowym Rady Piotrogrodzkiej, członek Centralnej Rady Komitetów Fabryczno-Zawodowych, członek Rady Piotrogrodzkiej i Piotrogrodzkiego Komitetu SDPRR(b). Od października 1918 do sierpnia 1919 przewodniczący Rady Niżnonowogrodzkiej, 1919-1920 żołnierz Armii Czerwonej, od lutego do października 1920 przewodniczący podolskiego gubernialnego komitetu rewolucyjnego. Zginął na froncie.